# Amathusia duponti
Amathusia duponti är en fjärilsart som beskrevs av Lambertus Johannes Toxopeus 1951. Amathusia duponti ingår i släktet Amathusia och familjen praktfjärilar. Inga underarter finns listade i Catalogue of Life.